# کنداگولا
کنداگولا (به لاتین: Kendagolla) یک منطقهٔ مسکونی در سری‌لانکا است که در استان مرکزی (سری‌لانکا) واقع شده‌است.